# كسوف الشمس 20 مارس 2053
سيحدث كسوف حلقي للشمس يوم الخميس 20 مارس 2053 بقوة 0.9919. يحدث كسوف الشمس عندما يمر القمر بين الأرض والشمس ، وبالتالي يحجب صورة الشمس كليًا أو جزئيًا عن مشاهد على الأرض. يحدث الكسوف الحلقي للشمس عندما يكون القطر الظاهري للقمر أصغر من قطر الشمس ، مما يحجب معظم ضوء الشمس ويتسبب في أن تبدو الشمس وكأنها حلقة . يظهر الخسوف الحلقي على شكل كسوف جزئي فوق منطقة من الأرض يبلغ عرضها آلاف الكيلومترات.

## الخسوفات ذات الصلة

### كسوف الشمس 2051-2054
هذا الكسوف هو جزء من سلسلة كسوف الشمس 2051-2054. يتكرر الكسوف في كل 177 يومًا تقريبًا و 4 ساعات في العقد المتناوبة من مدار القمر.
| مجموعات سلسلة كسوف الشمس من 2051-2054 | مجموعات سلسلة كسوف الشمس من 2051-2054 | مجموعات سلسلة كسوف الشمس من 2051-2054 | مجموعات سلسلة كسوف الشمس من 2051-2054 | مجموعات سلسلة كسوف الشمس من 2051-2054 |
| ------------------------------------- | ------------------------------------- | ------------------------------------- | ------------------------------------- | ------------------------------------- |
| عقدة تصاعدية                          | عقدة تصاعدية                          |                                       | عقدة تنازلية                          | عقدة تنازلية                          |
| ساروس                                 | خريطة                                 | ساروس                                 | خريطة                                 |                                       |
| 120                                   | أبريل 11, 2051 جزئي                   | 125                                   | أكتوبر 4, 2051 [الإنجليزية] جزئي      |                                       |
| 130                                   | مارس 30, 2052 كلي                     | 135                                   | سبتمبر22, 2052 حلقي                   |                                       |
| 140                                   | مارس 20, 2053 حلقي                    | 145                                   | سبتمبر12, 2053 [الإنجليزية] كلي       |                                       |
| 150                                   | مارس 9, 2054 [الإنجليزية] جزئي        | 155                                   | سبتمبر2, 2054 [الإنجليزية] جزئي       |                                       |

### ساروس 140
وهي جزء من دورة ساروس 140 تتكرر كل 18 سنة و 11 يوماً وتحتوي على 71 حدثاً.
- بدأت السلسلة بكسوف جزئي للشمس في 16 أبريل 1512.
- يحتوي على الكسوف الكلي من 21 يوليو 1656 حتى 9 نوفمبر 1836 ،
- الكسوف الهجين من 20 نوفمبر 1854 حتى 23 ديسمبر 1908 ،
- الكسوف الحلقي من 3 يناير 1927 حتى 7 ديسمبر 2485.
- تنتهي السلسلة في العضو 71 ككسوف جزئي في 1 يونيو 2774.

كانت أطول مدة للإجمالي هي 4 دقائق و 10 ثوانٍ في 12 أغسطس 1692.
| يحدث أعضاء السلسلة 23-53 بين عامي 1901 و 2450: | يحدث أعضاء السلسلة 23-53 بين عامي 1901 و 2450: | يحدث أعضاء السلسلة 23-53 بين عامي 1901 و 2450: |
| 23                                             | 24                                             | 25                                             |
| ---------------------------------------------- | ---------------------------------------------- | ---------------------------------------------- |
| </img> </br> 23 ديسمبر 1908                    | </img> </br> 3 يناير 1927                      | </img> </br> 14 يناير 1945                     |
| 26                                             | 27                                             | 28                                             |
| </img> </br> 25 يناير 1963                     | </img> </br> 4 فبراير 1981                     | </img> </br> 16 فبراير 1999                    |
| 29                                             | 30                                             | 31                                             |
| </img> </br> 26 فبراير 2017                    | </img> </br> 9 مارس 2035                       | </img> </br> 20 مارس 2053                      |
| 32                                             | 33                                             | 34                                             |
| </img> </br> 31 مارس 2071                      | </img> </br> 10 أبريل 2089                     | </img> </br> 23 أبريل 2107                     |
| 35                                             | 36                                             | 37                                             |
| </img> </br> 3 مايو 2125                       | </img> </br> 14 مايو 2143                      | </img> </br> 25 مايو 2161                      |
| 38                                             | 39                                             | 40                                             |
| </img> </br> 5 يونيو 2179                      | </img> </br> 15 يونيو 2197                     | </img> </br> 28 يونيو 2215                     |
| 41                                             | 42                                             | 43                                             |
| </img> </br> 8 يوليو ، 2233                    | </img> </br> 19 يوليو 2251                     | </img> </br> 29 يوليو ، 2269                   |
| 44                                             | 45                                             | 46                                             |
| </img> </br> 10 أغسطس 2287                     | </img> </br> 21 أغسطس 2305                     | </img> </br> 1 سبتمبر 2323                     |
| 47                                             | 48                                             | 49                                             |
| </img> </br> 12 سبتمبر 2341                    | </img> </br> 23 سبتمبر 2359                    | </img> </br> 3 أكتوبر 2377                     |
| 50                                             | 51                                             | 52                                             |
| </img> </br> 14 أكتوبر 2395                    | </img> </br> 25 أكتوبر 2413                    | </img> </br> 5 نوفمبر 2431                     |
| 53                                             |                                                |                                                |
| </img> </br> 15 نوفمبر 2449                    |                                                |                                                |

### سلسلة ميتونيك
تتكرر السلسلة ميتونيك كل 19 عامًا (6939.69 يومًا) ، وتستمر حوالي 5 دورات. يحدث الكسوف في نفس تاريخ التقويم تقريبًا. بالإضافة إلى ذلك ، تتكرر سلسلة أكتون الفرعية 1/5 من ذلك أو كل 3.8 سنوات (1387.94 يومًا). تحدث جميع الكسوفات في هذا الجدول عند العقدة الصاعدة للقمر.
| 21 من أحداث الكسوف بين 1 يونيو 2011 و 1 يونيو 2087 | 21 من أحداث الكسوف بين 1 يونيو 2011 و 1 يونيو 2087 | 21 من أحداث الكسوف بين 1 يونيو 2011 و 1 يونيو 2087 | 21 من أحداث الكسوف بين 1 يونيو 2011 و 1 يونيو 2087 | 21 من أحداث الكسوف بين 1 يونيو 2011 و 1 يونيو 2087 |
| مايو 31 – يونيو 1                                  | مارس 19–20                                         | يناير 5–6                                          | أكتوبر 24–25                                       | أغسطس 12–13                                        |
| 118                                                | 120                                                | 122                                                | 124                                                | 126                                                |
| -------------------------------------------------- | -------------------------------------------------- | -------------------------------------------------- | -------------------------------------------------- | -------------------------------------------------- |
| يونيو 1, 2011                                      | مارس 20, 2015                                      | يناير 6, 2019 [الإنجليزية]                         | أكتوبر 25, 2022                                    | أغسطس 12, 2026                                     |
| 128                                                | 130                                                | 132                                                | 134                                                | 136                                                |
| يونيو 1, 2030                                      | مارس 20, 2034                                      | يناير 5, 2038                                      | أكتوبر 25, 2041                                    | أغسطس 12, 2045                                     |
| 138                                                | 140                                                | 142                                                | 144                                                | 146                                                |
| مايو 31, 2049                                      | مارس 20, 2053                                      | يناير 5, 2057 [الإنجليزية]                         | أكتوبر 24, 2060 [الإنجليزية]                       | أغسطس 12, 2064                                     |
| 148                                                | 150                                                | 152                                                | 154                                                | 156                                                |
| مايو 31, 2068 [الإنجليزية]                         | مارس 19, 2072 [الإنجليزية]                         | يناير 6, 2076 [الإنجليزية]                         | أكتوبر 24, 2079 [الإنجليزية]                       | أغسطس 13, 2083 [الإنجليزية]                        |
| 158                                                | 160                                                | 162                                                | 164                                                | 166                                                |
| يونيو 1, 2087 [الإنجليزية]                         |                                                    |                                                    | أكتوبر 24, 2098 [الإنجليزية]                       |                                                    |

## روابط خارجية
- http://eclipse.gsfc.nasa.gov/SEplot/SEplot2001/SE2049May31A. GIF